# 스탄레 베베르
스탄레 베베르(프랑스어: Stanley Weber, 프랑스어 발음: [vebɛʁ], 1986년 7월 13일~)는 프랑스의 배우, 연극 연출가이다. 배우 자크 베베르의 아들이다.

## 출연 작품

### 영화
- 테레즈 데케루 (2012)
- 피카소: 명작스캔들 (2012) - 조르주 브라크 역
- Quand je ne dors pas (2015)
- L'Origine de la violence (2016)
- 파울라 (2016) - 조르주 역
- 필그리미지 (2017) - 제랄뒤스 역